# All in Your Name
All In Your Name es una canción escrita e interpretada por Barry Gibb y Michael Jackson. Fue grabada en 2002 y lanzado el 25 de junio de 2011, el segundo aniversario de la muerte de Jackson en 2009 (se considera canción póstuma de este).

## La escritura y el fondo
Billboard  informó el 20 de diciembre del 2002 que Gibb escribió una canción con Jackson en protesta por el plan del gobierno de los Estados Unidos de invadir Irak (que tuvo lugar en marzo de 2003). Hay rumores de que Jackson se presentó un día con una canción en parte por escrito y hablamos con Gibb para que colaborara en ella. La fecha fue probablemente en el verano de 2002. Gibb dijo que tiene una grabación de demostración de la misma, pero el propio Gibb no confirmó que todo esto sucedió.
Gibb explica:
"Michael Jackson y yo fuimos lo más querido de amigos, eso es simplemente lo que éramos. Se inclinó por el mismo tipo de música y nos encantó colaborar y él era la persona más fácil para escribir. Cuanto llegamos a conocernos el uno al otro fue cuanto más esas ideas entrelazadas y todos vinieron a la canción 'todo en Tu Nombre'. 'todo en Tu Nombre' es, de hecho, el mensaje que Michael quería enviar a todos sus fans de todo el mundo que él lo hizo todo .. para ellos y para el amor puro de la música espero y rezo para que todos nos escucharlo en su totalidad de esta experiencia que atesorará por siempre.

## Lanzamiento
Barry Gibb canta como voz principal de la canción con secciones cortas realizadas por Michael Jackson . La portada del sencillo Gibb las funciones y Jackson en el estudio de grabación en 1985 , cuando se producen juntos Diana Ross  en la canción "Eaten Alive".
La voz de Jackson fue para las explosiones emocionales de la misma manera como la voz de Robin Gibb se utiliza varias veces.
El proceso creativo de la canción fue grabado y editado finalmente en un vídeo musical, publicado en el sitio web de Gibb después del lanzamiento de la canción .

## Personal
- Barry Gibb – Voz, guitarra
- Michael Jackson – Voz, percusión
- Steve Rucker - Tambores
- Matt Bonelli - Bajo
- Alan Kendall - Guitarra
- Hal Roland, Doug Emery - Teclados
- Grabado por Middle Ear Studios, Miami Beach
- Grabado por John Merchant, assisted by Ashley Gibb
- Producido por Barry Gibb y John Merchant